# Festival Internacional de Cine de Berlín de 2025
La 75ª edición del Festival Internacional de Cine de Berlín, normalmente llamada Berlinale, se celebrará entre el 13 y el 23 de febrero de 2025 en Berlín (Alemania). El cineasta estadounidense Todd Haynes ha sido nombrado Presidente del Jurado de la competición principal. Será la primera edición de Tricia Tuttle como directora artística del festival tras la destitución de Carlo Chatrian y Mariette Rissenbeek en 2024.
El festival se inaugurará con el drama alemán The Light, de Tom Tykwer.

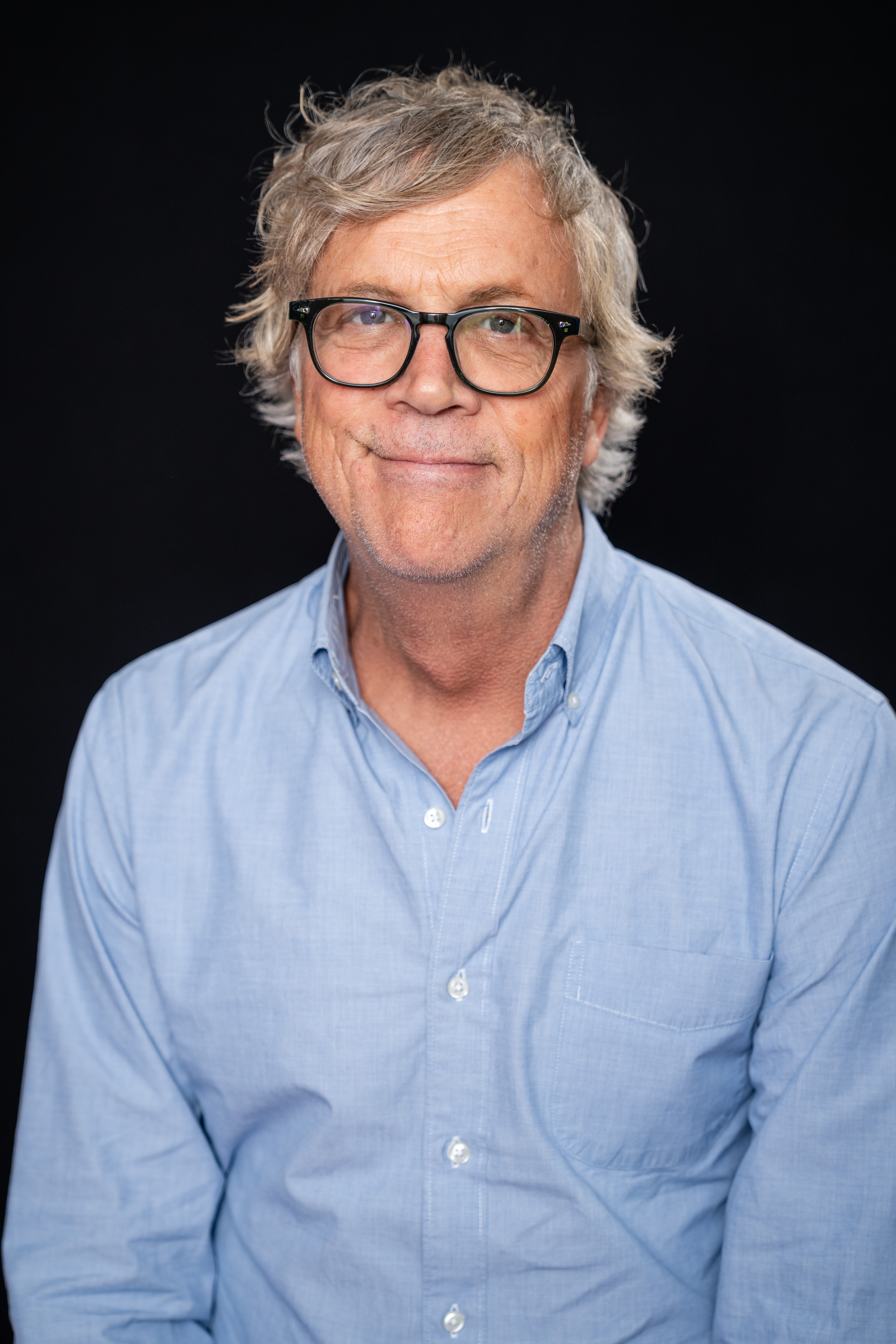
Todd Haynes, presidente del jurado de la competición principal

## Jurados

### Competencia principal
- Todd Haynes, cineasta estadounidense (Presidente del jurado)

## Secciones Oficiales

### Competencia principal
Las siguientes películas fueron seleccionadas para la competición principal del Oso de Oro:
| Título internacional             | Título original             | Director(es)                    | País de origen                                                       |
| -------------------------------- | --------------------------- | ------------------------------- | -------------------------------------------------------------------- |
| Ari                              | Ari                         | Léonor Serraille                | Francia, Bélgica                                                     |
| Blue Moon                        | Blue Moon                   | Richard Linklater               | Estados Unidos, Irlanda                                              |
| The Blue Trail                   | O Último Azul               | Gabriel Mascaro                 | Brasil, México, Chile, Países Bajos                                  |
| Dreams                           | Dreams                      | Michel Franco                   | México                                                               |
| Dreams (Sex Love)                | Drømmer                     | Dag Johan Haugerud              | Noruega                                                              |
| Girls on Wire                    | 想飞的女孩                  | Vivian Qu                       | China                                                                |
| Hot Milk                         | Hot Milk                    | Rebecca Lenkiewicz              | Reino Unido                                                          |
| The Ice Tower                    | La Tour de Glace            | Lucile Hadžihalilović           | Francia, Alemania                                                    |
| If I Had Legs I'd Kick You       | If I Had Legs I'd Kick You  | Mary Bronstein                  | Estados Unidos                                                       |
| Kontinental '25                  | Kontinental '25             | Radu Jude                       | Rumania                                                              |
| Living the Land                  | 生息之地                    | Huo Meng                        | China                                                                |
| The Message                      | El mensaje                  | Iván Fund                       | Argentina, España, Uruguay                                           |
| Mother's Baby                    | Mother's Baby               | Johanna Moder                   | Austria, Suiza, Alemania                                             |
| Reflection in a Dead Diamond     | Reflet dans un diamant mort | Hélène Cattet and Bruno Forzani | Bélgica, Luxemburgo, Italia, Francia                                 |
| The Safe House                   | La cache                    | Lionel Baier                    | Suiza, Luxemburgo, Francia                                           |
| Timestamp                        | Стрічка часу                | Kateryna Gornostai              | Ucrania, Luxemburgo, Países Bajos, Francia                           |
| What Marielle Knows              | Was Marielle weiß           | Frédéric Hambalek               | Alemania                                                             |
| What Does That Nature Say to You | 그 자연이 네게 뭐라고 하니  | Hong Sang-soo                   | Corea del Sur                                                        |
| Yunan                            | Yunan                       | Ameer Fakher Eldin              | Alemania, Canadá, Italia, Palestina, Catar, Jordania, Arabia Saudita |

### Especial de la Berlinale
Las siguientes películas han sido seleccionadas para la proyección especial de la Berlinale:
| Título internacional                                | Título original                                     | Director(es)                              | País de origen                            |
| Gala Berlinale Especial                             | Gala Berlinale Especial                             | Gala Berlinale Especial                   | Gala Berlinale Especial                   |
| --------------------------------------------------- | --------------------------------------------------- | ----------------------------------------- | ----------------------------------------- |
| After This Death                                    | After This Death                                    | Lucio Castro                              | Estados Unidos                            |
| A Complete Unknown                                  | A Complete Unknown                                  | James Mangold                             | Estados Unidos                            |
| The Girl from Köln                                  | Köln 75                                             | Ido Fluk                                  | Alemania, Polonia, Bélgica                |
| The Light (opening film)                            | Das Licht                                           | Tom Tykwer                                | Alemania, Francia                         |
| Late Shift                                          | Heldin                                              | Petra Volpe                               | Suiza, Alemania                           |
| Lurker                                              | Lurker                                              | Alex Russell                              | Estados Unidos, Italia                    |
| Mickey 17                                           | Mickey 17                                           | Bong Joon-ho                              | Estados Unidos, Corea del Sur             |
| The Narrow Road to the Deep North (series)          | The Narrow Road to the Deep North (series)          | Justin Kurzel                             | Australia                                 |
| The Thing with Feathers                             | The Thing with Feathers                             | Dylan Southern                            | Reino Unido                               |
| Berlinale Especial                                  |                                                     |                                           |                                           |
| All I Had Was Nothingness                           | Je n’avais que le néant - "Shoah" par Lanzmann      | Guillaume Ribot                           | Francia                                   |
| Ancestral Visions of the Future                     | Ancestral Visions of the Future                     | Lemohang Jeremiah Mosese                  | Francia, Lesoto, Alemania, Arabia Saudita |
| The Best Mother in the World                        | A melhor mãe do mundo                               | Anna Muylaert                             | Brasil, Argentina                         |
| Das Deutsche Volk                                   | Das Deutsche Volk                                   | Marcin Wierzchowski                       | Alemania                                  |
| Friendship's Death (1987)                           | Friendship's Death (1987)                           | Peter Wollen                              | Reino Unido                               |
| Honey Bunch                                         | Honey Bunch                                         | Madeleine Sims-Fewer and Dusty Mancinelli | Canadá                                    |
| A Letter to David                                   | Michtav Le'David                                    | Tom Shoval                                | Israel, Estados Unidos                    |
| Islands                                             | Islands                                             | Jan-Ole Gerster                           | Alemania                                  |
| Leibniz – Chronicle of a Lost Painting              | Leibniz – Chronik eines verschollenen Bildes        | Edgar Reitz and Anatol Schuster           | Alemania                                  |
| My Undesirable Friends: Part I - Last Air in Moscow | My Undesirable Friends: Part I - Last Air in Moscow | Julia Loktev                              | Estados Unidos                            |
| No Beast. So Fierce.                                | Kein Tier. So Wild.                                 | Burhan Qurbani                            | Alemania, Polonia, Francia                |
| The Old Woman with the Knife                        | 파과                                                | Min Kyu-dong                              | Corea del Sur                             |
| Shoah (1985)                                        | Shoah (1985)                                        | Claude Lanzmann                           | Francia                                   |

### Perspectivas
14 películas competirán por el Premio a la Mejor ópera prima. Las siguientes películas fueron seleccionadas para la primera edición de la sección Perspectivas:
| Título internacional                                           | Título original                                                                 | Director(es)                          | País de origen                                   |
| -------------------------------------------------------------- | ------------------------------------------------------------------------------- | ------------------------------------- | ------------------------------------------------ |
| BLKNWS: Terms & Conditions                                     | BLKNWS: Terms & Conditions                                                      | Kahlil Joseph                         | Estados Unidos                                   |
| The Devil Smokes (and Saves the Burnt Matches in the Same Box) | El Diablo Fuma (y guarda las cabezas de los cerillos quemados en la misma caja) | Ernesto Martínez Bucio                | México                                           |
| Eel                                                            | 河鰻                                                                            | Chu Chun-Teng                         | Taiwán                                           |
| Growing Down                                                   | Minden Rendben                                                                  | Bálint Dániel Sós                     | Hungría                                          |
| How to Be Normal and the Oddness of the Other World            | Wie man normal ist und die Merkwürdigkeiten der anderen Welt                    | Florian Pochlatko                     | Austria                                          |
| Little Trouble Girls                                           | Kaj ti je deklica                                                               | Urška Djukić                          | Eslovenia, Italia, Croacia, Serbia               |
| Mad Bills to Pay (or Destiny, dile que no soy malo)            | Mad Bills to Pay (or Destiny, dile que no soy malo)                             | Joel Alfonso Vargas                   | Estados Unidos                                   |
| Punching the World                                             | Mit der Faust in die Welt schlagen                                              | Constanze Klaue                       | Alemania                                         |
| The Settlement                                                 | المستعمرة                                                                       | Mohamed Rashad                        | Egipto, Francia, Alemania, Catar, Arabia Saudita |
| Shadowbox                                                      | বাক্স বন্দি                                                                         | Tanushree Das and Saumyananda Sahi    | India, Francia, Estados Unidos, España           |
| That Summer in Paris                                           | Le rendez-vous de l'été                                                         | Valentine Cadic                       | Francia                                          |
| Two Times João Liberada                                        | Duas vezes João Liberada                                                        | Paula Tomás Marques                   | Portugal                                         |
| We Believe You                                                 | On vous croit                                                                   | Arnaud Dufeys and Charlotte Devillers | Bélgica                                          |
| Where the Night Stands Still                                   | Come la notte                                                                   | Liryc Dela Cruz                       | Italia, Filipinas                                |

### Panorama
Las siguientes películas fueron seleccionadas para la sección Panorama:
| Título internacional              | Título original                   | Director(es)                                                         | País de origen                                         |
| --------------------------------- | --------------------------------- | -------------------------------------------------------------------- | ------------------------------------------------------ |
| 1001 Frames                       | 1001 Frames                       | Mehrnoush Alia                                                       | Estados Unidos                                         |
| Beginnings                        | Begyndelser                       | Jeanette Nordahl                                                     | Dinamarca, Suecia, Bélgica                             |
| Cicadas                           | Zikaden                           | Ina Weisse                                                           | Alemania, Francia                                      |
| Confidante                        | Confidente                        | Çağla Zencirci and Guillaume Giovanetti                              | Turquía, Francia, Luxemburgo                           |
| Deaf                              | Sorda                             | Eva Libertad                                                         | España                                                 |
| Delicious                         | Delicious                         | Nele Mueller-Stöfen                                                  | Alemania                                               |
| Dreamers                          | Dreamers                          | Joy Gharoro-Akpojotor                                                | Reino Unido                                            |
| Dreams in Nightmares              | Dreams in Nightmares              | Shatara Michelle Ford                                                | Estados Unidos, Taiwán, Reino Unido                    |
| The Good Sister                   | Schwesterherz                     | Sarah Miro Fischer                                                   | Alemania, España                                       |
| The Heart Is a Muscle             | The Heart Is a Muscle             | Imran Hamdulay                                                       | Sudáfrica, Arabia Saudita                              |
| Home Sweet Home                   | Hjem kaere hjem                   | Frelle Petersen                                                      | Dinamarca                                              |
| Hysteria                          | Hysteria                          | Mehmet Akif Büyükatalay                                              | Alemania                                               |
| The Incredible Snow Woman         | L' Incroyable femme des neiges    | Sébastien Betbeder                                                   | Francia                                                |
| Khartoum                          | Khartoum                          | Anas Saeed, Rawia Alhag, Ibrahim Snoopy, Timeea M Ahmed and Phil Cox | Sudán, Reino Unido, Alemania, Catar                    |
| Lesbian Space Princess            | Lesbian Space Princess            | Emma Hough Hobbs and Leela Varghese                                  | Australia                                              |
| Looking for Langston (1989)       | Looking for Langston (1989)       | Isaac Julien                                                         | Reino Unido                                            |
| The Longing                       | ミックスモダン                    | Toshizo Fujiwara                                                     | Japón                                                  |
| Magic Farm                        | Magic Farm                        | Amalia Ulman                                                         | Estados Unidos, Argentina                              |
| The Moelln Letters                | Die Möllner Briefe                | Martina Priessner                                                    | Alemania                                               |
| Night Stage                       | Ato Noturno                       | Marcio Reolon and Filipe Matzembacher                                | Brasil                                                 |
| Olmo                              | Olmo                              | Fernando Eimbcke                                                     | Estados Unidos, México                                 |
| Once Again... (Statues Never Die) | Once Again... (Statues Never Die) | Isaac Julien                                                         | Reino Unido                                            |
| Other People's Money (series)     | Die Affäre Cum-EX                 | Dustin Loose and Kaspar Munk                                         | Alemania, Dinamarca, Austria                           |
| Paul                              | Paul                              | Denis Côté                                                           | Canadá                                                 |
| Peter Hujar's Day                 | Peter Hujar's Day                 | Ira Sachs                                                            | Estados Unidos, Alemania                               |
| Queerpanorama                     | 眾生相                            | Jun Li                                                               | Estados Unidos, Hong Kong, China                       |
| Silent Sparks                     | 愛作歹                            | Ping Chu                                                             | Taiwán                                                 |
| The Ugly Stepsister               | Den stygge stesøsteren            | Emilie Blichfeldt                                                    | Noruega, Polonia, Suecia, Dinamarca                    |
| Under the Flags, the Sun          | Bajo las banderas, el sol         | Juanjo Pereira                                                       | Paraguay, Argentina, Estados Unidos, Francia, Alemania |
| Welcome Home Baby                 | Welcome Home Baby                 | Andreas Prochaska                                                    | Austria, Alemania                                      |
| Panorama Dokumente                |                                   |                                                                      |                                                        |
| Bedrock                           | Bedrock                           | Kinga Michalska                                                      | Canadá                                                 |
| I Want It All                     | Ich will alles. Hildegard Knef    | Luzia Schmid                                                         | Alemania                                               |
| Letters from Wolf Street          | Listy z Wilczej                   | Arjun Talwar                                                         | Polonia, Alemania                                      |
| Monk in Pieces                    | Monk in Pieces                    | Billy Shebar                                                         | Estados Unidos                                         |
| Yalla Parkour                     | Yalla Parkour                     | Areeb Zuaiter                                                        | Palestina, Suecia, Catar, Arabia Saudita               |

### Forum
Las siguientes películas fueron seleccionadas para la sección Forum:
| Título internacional                                           | Título original                                                 | Director(es)                                    | País de origen                      |
| -------------------------------------------------------------- | --------------------------------------------------------------- | ----------------------------------------------- | ----------------------------------- |
| 2024 (2023)                                                    | 2024 (2023)                                                     | Stefan Hayn                                     | Alemania                            |
| After Dreaming                                                 | After Dreaming                                                  | Christine Haroutounian                          | Estados Unidos, Armenia, México     |
| Cadet                                                          | Cadet                                                           | Adilkhan Yerzhanov                              | Kazajistán                          |
| Canone effimero                                                | Canone effimero                                                 | Gianluca De Serio and Massimiliano De Serio     | Italia                              |
| Colossal                                                       | Colosal                                                         | Nayibe Tavares-Abel                             | República Dominicana                |
| Eighty Plus                                                    | Restitucija, ili, San i java stare garde                        | Želimir Žilnik                                  | Serbia, Eslovenia                   |
| Evidence                                                       | Evidence                                                        | Lee Anne Schmitt                                | Estados Unidos                      |
| Fwends                                                         | Fwends                                                          | Sophie Somerville                               | Australia                           |
| Holding Liat                                                   | Holding Liat                                                    | Brandon Kramer                                  | Estados Unidos                      |
| Houses                                                         | Batim                                                           | Veronica Nicole Tetelbaum                       | Israel, Alemania                    |
| If You Are Afraid You Put Your Heart into Your Mouth and Smile | Wenn du Angst hast nimmst du dein Herz in den Mund und lächelst | Marie Luise Lehner                              | Austria                             |
| Janine Moves to the Country                                    | Janine zieht aufs Land                                          | Jan Eilhardt                                    | Alemania                            |
| The Kiss of the Grasshopper                                    | Der Kuss des Grashüpfers                                        | Elmar Imanov                                    | Alemania, Luxemburgo, Italia        |
| little boy                                                     | little boy                                                      | James Benning                                   | Estados Unidos                      |
| The Memory of Butterflies                                      | La memoria de las mariposas                                     | Tatiana Fuentes Sadowski                        | Perú, Portugal                      |
| Minimals in a Titanic World                                    | Minimals in a Titanic World                                     | Philbert Aimé Mbabazi Sharangabo                | Ruanda, Alemania, Camerún           |
| Our Time Will Come                                             | Unsere Zeit wird kommen                                         | Ivette Löcker                                   | Austria                             |
| Palliative Care Unit                                           | Palliativstation                                                | Philipp Döring                                  | Alemania                            |
| Punku                                                          | Punku                                                           | Juan Daniel Fernández Molero                    | Perú, España                        |
| Queer as Punk                                                  | Queer as Punk                                                   | Yihwen Chen                                     | Malasia, Indonesia                  |
| The Sense of Violence                                          | 폭력의 감각                                                     | Kim Mooyoung                                    | Corea del Sur                       |
| Sirens Call                                                    | Sirens Call                                                     | Miri Ian Gossing and Lina Sieckmann             | Alemania, Países Bajos              |
| Spring Night                                                   | 봄밤                                                            | Kang Mi-ja                                      | Corea del Sur                       |
| The Swan Song of Fedor Ozerov                                  | The Swan Song of Fedor Ozerov                                   | Yuri Semashko                                   | Lituania                            |
| Tiger's Pond                                                   | Vaghachipani                                                    | Natesh Hegde                                    | India, Singapur                     |
| Time to the Target                                             | Chas pidlotu                                                    | Vitaly Mansky                                   | Letonia, Chequia, Ucrania           |
| The Trio Hall                                                  | 三廳電影                                                        | Su Hui-yu                                       | Taiwán                              |
| Underground                                                    | アンダーグラウンド                                              | Kaori Oda                                       | Japón                               |
| What's Next?                                                   | 然后呢                                                          | Cao Yiwen                                       | Hong Kong, China                    |
| When Lightning Flashes Over the Sea                            | When Lightning Flashes Over the Sea                             | Eva Neymann                                     | Alemania, Ucrania                   |
| Forum Expandedido                                              |                                                                 |                                                 |                                     |
| Alternative Monument for Germany                               | Alternatives Denkmal für Deutschland (ADfD)                     | Alternative Monument                            | Alemania                            |
| beneath the placid lake                                        | beneath the placid lake                                         | Kush Badhwar and Vyjayanthi Rao                 | India, Finlandia                    |
| Chang Gyeong                                                   | 창경                                                            | Jangwook Lee                                    | Corea del Sur                       |
| Cobalt                                                         | Mikuba                                                          | Petna Ndaliko Katondolo                         | República del Congo, Estados Unidos |
| Extra Life (and Decay)                                         | Extra Life (and Decay)                                          | Stéphanie Lagarde                               | Países Bajos, Francia               |
| I Believe the Portrait Saved Me                                | Mua besoj më shpëtoj portreti                                   | Alban Muja                                      | Kosovo, Países Bajos                |
| J-N-N                                                          | J-N-N                                                           | Ginan Seidl                                     | Alemania                            |
| The Last Day                                                   | Akher Youm                                                      | Mahmoud Ibrahim                                 | Egipto                              |
| Letters from Absurd                                            | Cartas do Absurdo                                               | Gabraz Sanna                                    | Brasil                              |
| Miraculous Accident                                            | Miraculous Accident                                             | Assaf Gruber                                    | Alemania, Austria                   |
| Mirage: Eigenstate                                             | Mirage: Eigenstate                                              | Riar Rizaldi                                    | Indonesia, Reino Unido, Portugal    |
| Mountain Roars                                                 | Mountain Roars                                                  | Chonchanok Thanatteepwong and Pobwarat Maprasob | Tailandia                           |
| The Orchards                                                   | Al Basateen                                                     | Antoine Chapon                                  | Francia, Austria                    |
| Photosynthesizing Dead in Warehouse                            | 광합성하는 죽음                                                 | Jeamin Cha                                      | Corea del Sur                       |
| Portals                                                        | Portales                                                        | Elena Duque                                     | España                              |
| RAPTURE                                                        | RAPTURE                                                         | Alisa Berger                                    | Francia, Alemania                   |
| Rumble                                                         | Pidikwe                                                         | Caroline Monnet                                 | Canadá                              |
| Sinking Suns                                                   | Sinking Suns                                                    | Neda Saeedi                                     | Austria, Alemania                   |
| Special Operation                                              | Spetsialna Operatsiia                                           | Oleksiy Radynski                                | Ucrania, Lituania                   |
| STARS                                                          | STARS                                                           | STARS Collective                                | Reino Unido, Alemania               |
| Tin City                                                       | Tin City                                                        | Feargal Ward                                    | Irlanda                             |
| When the Sun is Eaten                                          | Chi'bal K'iin                                                   | Kevin Jerome Everson                            | Estados Unidos                      |
| Wilfred Buck                                                   | Wilfred Buck                                                    | Lisa Jackson                                    | Canadá                              |
| Zizi (or Praying to a Fabulous Tree)                           | Zizi (ou oração da jaca fabulosa)                               | Felipe M. Bragança                              | Brasil                              |

## Premios oficiales

### Oso de oro honorífico
- Tilda Swinton[5]